# Rendez-vous à Mexico (film)
Pour les articles homonymes, voir Rendez-vous à Mexico.
Pour plus de détails, voir Fiche technique et Distribution.
Rendez-vous à Mexico (titre original en espagnol : Dime Cuando Tú, titre en anglais : Tell Me When) est un film mexicain réalisé par Gerardo Gatica González sorti en 2021 sur Netflix.

## Synopsis
Will, un américano-mexicain qui travaille en Californie dans un bureau d'une grande société, est un jeune homme timide, taciturne et sans amis. Entièrement dévoué à son travail, ou plongé dans son téléphone portable, il n'a aucune vie sociale. Ayant perdu ses deux parents dans un accident de voiture alors qu'il était encore bébé, il a été élevé par ses grands-parents mexicains émigrés aux États-Unis. Lors d'une sortie dans le désert californien avec son grand-père, celui-ci s'inquiète de sa situation sociale et sentimentale, et meurt subitement. Après sa mort, Will trouve un carnet dans lequel son grand-père lui conseille de se rendre à Mexico pour retrouver ses racines. Une liste de choses à faire y figure, comme visiter les monuments, se saoûler au mezcal ou tomber amoureux. Il part à Mexico, chargé par sa famille d'y donner une enveloppe à une certaine Dani.

## Fiche technique
- Titre : Rendez-vous à Mexico
- Réalisateur : Gerardo Gatica González
- Scénario : Gerardo Gatica González
- Producteurs : Ivan Gutierrez Araico, Yibran Asuad, Alberto Muffelmann, Regina Valdés pour Netflix
- Musique : Tomás Barreiro, Juan Pablo Munive
- Photographie : Michelle Castro
- Langue : espagnol
- Pays :  Mexique
- Durée : 95 minutes
- Date de sortie : avril 2021

## Distribution
Liste des acteurs du film :
- Jesús Zavala (es) (VF : Donald Reignoux) : Will, Guillermo, l'informaticien
- Ximena Romo : Dani, Daniele, l'actrice de théâtre
- José Carlos Ruiz (es) : Pepe, le grand-père de Will
- Verónica Castro (VF : Frédérique Cantrel) : Ines, la grand-mère de Will
- Héctor Bonilla (VF : Jean-Pierre Leroux) : Juancho, l'ami de la grand-mère de Will
- Manolo Caro (VF : Sébastien Desjours) : le metteur en scène de théâtre
- Gabriel Nuncio (es) : Beto, l'ami de Dani
- Andrés Almeida (VF : Laurent Maurel) : Ramiro
- Ludwika Paleta : elle-même
- Ofelia Reyes Botello : une actrice
- Eduardo Don Juan : Leo, compagnon de Beto
- José Salof, le serveur du restaurant
- Celina del Villar (VF : Patricia Spehar) : la mère de Dani
- Rosa María Bianchi (VF : Colette Venhard) : Lucila
- Ramiro Ruiz : le père de Dani
- Matthew David Rudd (VF : Mario Bastelica) : Javier
- Juca Viapri : Gabriel

- Version française
  - Société de doublage : Audi'Art Dub
  - Direction artistique : Blanche Ravalec
  - Adaptation des dialogues :